# Bidens ahnnei
Bidens ahnnei là một loài thực vật có hoa trong họ Cúc. Loài này được Sherff mô tả khoa học đầu tiên năm 1923.